# 국민생디칼리슴 공세평의회
국민생디칼리슴 공세평의회(Juntas de Ofensiva Nacional Sindicalista; JONS 훈타스 데 오펜시바 나시오날 신디칼리스타[*])는 1930년대 스페인의 국민생디칼리슴 운동이다. 1934년 에스파냐 팔랑헤와 합당하여 국민생디칼리슴 공세평의회 에스파냐 팔랑헤를 형성했다.
JONS는 1931년 10월 10일 라미로 레데스마의 국가의 정복과 오네시모 레돈도의 히스파니아 행동 카스티야 평의회가 합병하여 형성되었다. 이때 JONS는 마드리드의 학생들과 바야돌리드 주변의 노동자, 소농들을 지지기반으로 하는 소규모 단체였다.
1933년 JONS는 팽창하기 시작하면서 이념이론지 발행, 카스티야 지역의 노동조합에 관여 등 활동에 나서기 시작한다. 1933년 1월, 구티에레스 팔마가 바야돌리드에 운수노동조합을 세우고 같은 해 JONS는 농업노동조합연맹(FSA)을 설립한다. 6개월만에 175개 노조가 FSA에 가맹했고 조합원은 3천 여명에 달했다.
이후 JONS는 기존의 근거지인 발렌시아, 그라나다, 바야돌리드, 산티아고데콤포스텔라 등을 벗어나 사라고사, 빌바오, 살라만사, 바르셀로나 등에도 세포를 형성했다. 각 도시에서 당보도 각자 제작해 발행했다.
1934년 2월 12일에서 13일 사이 마드리드에서 비밀리에 열린 JONS 전국평의회는 호세 안토니오 프리모 데 리베라의 에스파냐 팔랑헤와의 합당을 결정했다. 이 합당으로 국민생디칼리슴 공세평의회 에스파냐 팔랑헤(FE-JONS)가 형성되었다. 이것이 바로 스페인 내전 때 악명을 떨친 파시스트 집단 팔랑헤였다.
스페인 내전의 최종 승리자인 프란시스코 프랑코는 팔랑헤 형성 3년 뒤 카를로스파를 비롯한 여러 전통주의 반동보수세력까지 팔랑헤에 흡수하여  국민생디칼리슴 공세평의회 에스파냐 전통주의자 팔랑헤(FET-JONS)를 설립했다. FET-JONS는 프랑코 정권의 유일 합법정당이자 집권당이었다. FET-JONS의 시기가 되면 원조 팔랑헤의 급진 파시즘 색채는 거의 퇴조되고 FET-JONS는 반동우익 권위주의 정당으로 변질된다.

## 참고 자료
- La Organización Sindical Española. Escuela Sindical 1961. 1961. Madrid. pp. 33–34.